# Киевский электровагоноремонтный завод
Киевский электровагоноремонтный завод — промышленное предприятие Украины, расположенное в городе Киеве.

## История

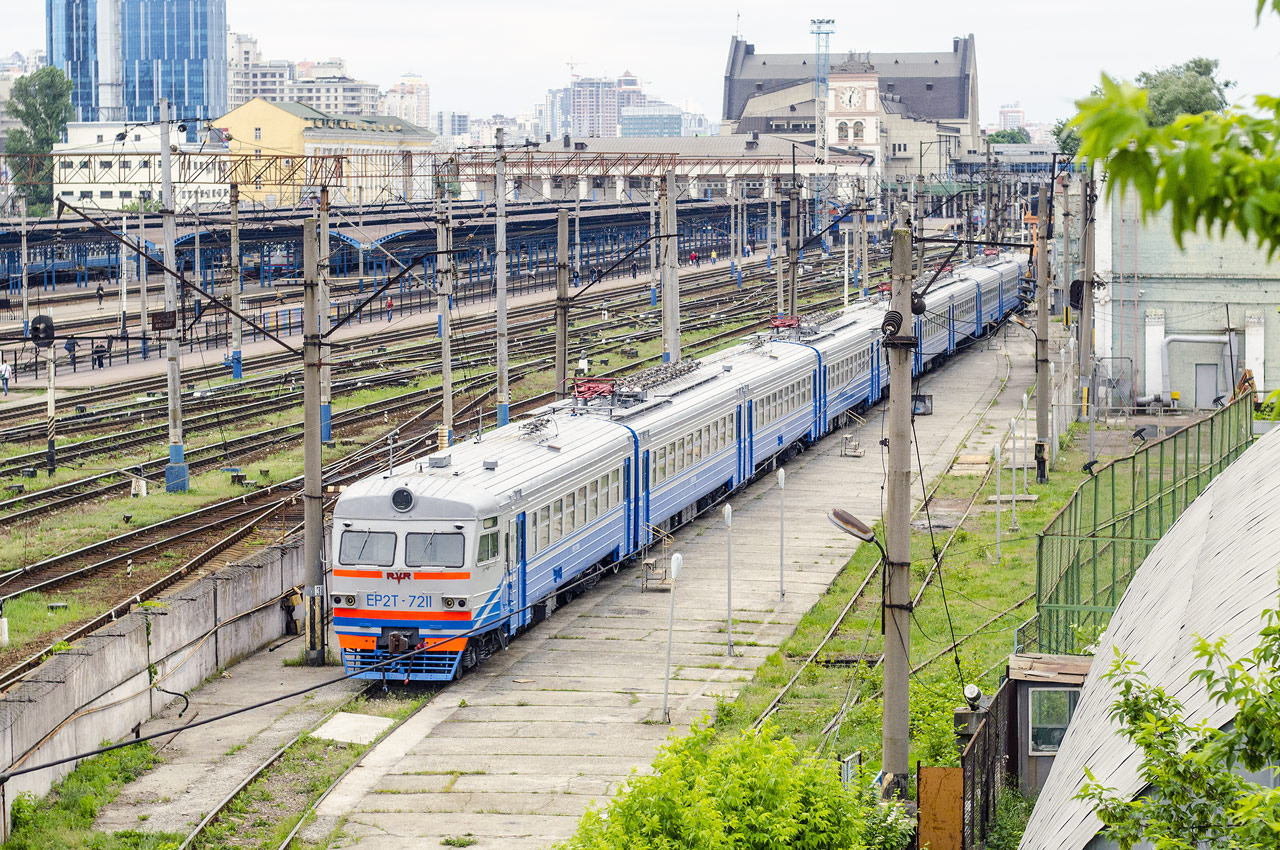

Предприятие было основано в 1868 году как Киевские Главные мастерские Киево-Балтской железной дороги. В В 1870 году их сооружение было завершено.
Киевские железнодорожные мастерские служили технической и производственной базой для всех Юго-Западных железных дорог. Уже в первый год существования в них трудились 470 работников. В следующем году они перешли в подчинение Управления Юго-Западных железных дорог и стали называться Главными железнодорожными мастерскими.
Предназначались они главным образом для проведения капитального и среднего ремонта паровозов и вагонов, изготовления запасных частей, чугунного и медного литья, разного рода поковок, болтов, гаек и прочих деталей для подвижного состава.
В 1879 году А. П. Бородин при Киевских Главных мастерских организовал химическую, а позже и механическую лаборатории для исследования воды, топлива, смазочных масел и других материалов применявшихся службой подвижного состава.
Рабочие завода принимали активное участие в революции 1905 года. Во время Гражданской войны рабочие завода так же активно участвовали в Январском восстании 1918 года.
В ходе индустриализации в 1930 году мастерские были преобразованы в Киевский паровозовагоноремонтный завод им. Январского восстания 1918 г. (КПВРЗ), названный в честь активного участия в нём рабочих завода.
После начала Великой Отечественной войны на заводе был освоен выпуск военной продукции для действующей армии, 7 июля 1941 года из ворот завода вышел первый бронепоезд «Николай Островский», к 20 июля — второй. Команды бронепоездов укомплектовали из рабочих и служащих — железнодорожников.
В 1962 году предприятие получило новое название: Киевский электровагоноремонтный завод им. Январского восстания 1918 г. (КЭВРЗ).
В августе 1997 года завод был включён в перечень предприятий, имеющих стратегическое значение для экономики и безопасности Украины.
В июле 1998 года были ликвидированы филиалы предприятия — завод «Импульс» в селе Нересница Тячевского района Закарпатской области (который был передан в ведение города Тячев) и птицесовхоз «Полесье».
В 2001 году государственное предприятие было преобразовано в открытое акционерное общество.
В сентябре 2004 года завод был передан в управление министерства транспорта и связи Украины.
В июне 2014 года Кабинет министров Украины передал 100 % акций завода в собственность акционерного общества железнодорожного транспорта «Українська залізниця».

## Продукция
Единственный завод на Украине, выполняющий капитальный ремонт всех объёмов всем электропоездам ЭР1,ЭР2,ЭР9 и др. переменного и постоянного тока. Основной заказчик — УЗ.
Завод выполняет ремонт электросекций ЭР9, ЭР1,2,2Р,2Т и колесных пар к ним. Работы по выполнению капитальных ремонтов объёма КР-1, КР-2, капитально-восстановительных ремонтов (КРП) со последующим продлением срока службы на 15 лет- электропоездов серии ЭР, а также капитальных ремонтов объёма КР-1, КР-2 электропоездов ЭПЛ2Т, ЭПЛ9Т и дизель-поездов серии ДПЛ, ДТЛ, электропоездов серии ЭТ, ЭД, а также производит запасные части к поездам и ЭПС.

## В культуре
Художественная самодеятельность мастерских создала в 1922 году песню «Наш паровоз», посвящённая участию работников завода в в Январском восстании 1918 года в Киеве.